# Nampa (Idaho)
Nampa es una ciudad ubicada en el condado de Canyon en el estado estadounidense de Idaho. En el Censo de 2010 tenía una población de 81 557 habitantes y una densidad poblacional de 1005 personas por km². Se encuentra unos pocos kilómetros al este del río Snake, el principal afluente del río Columbia.

## Geografía

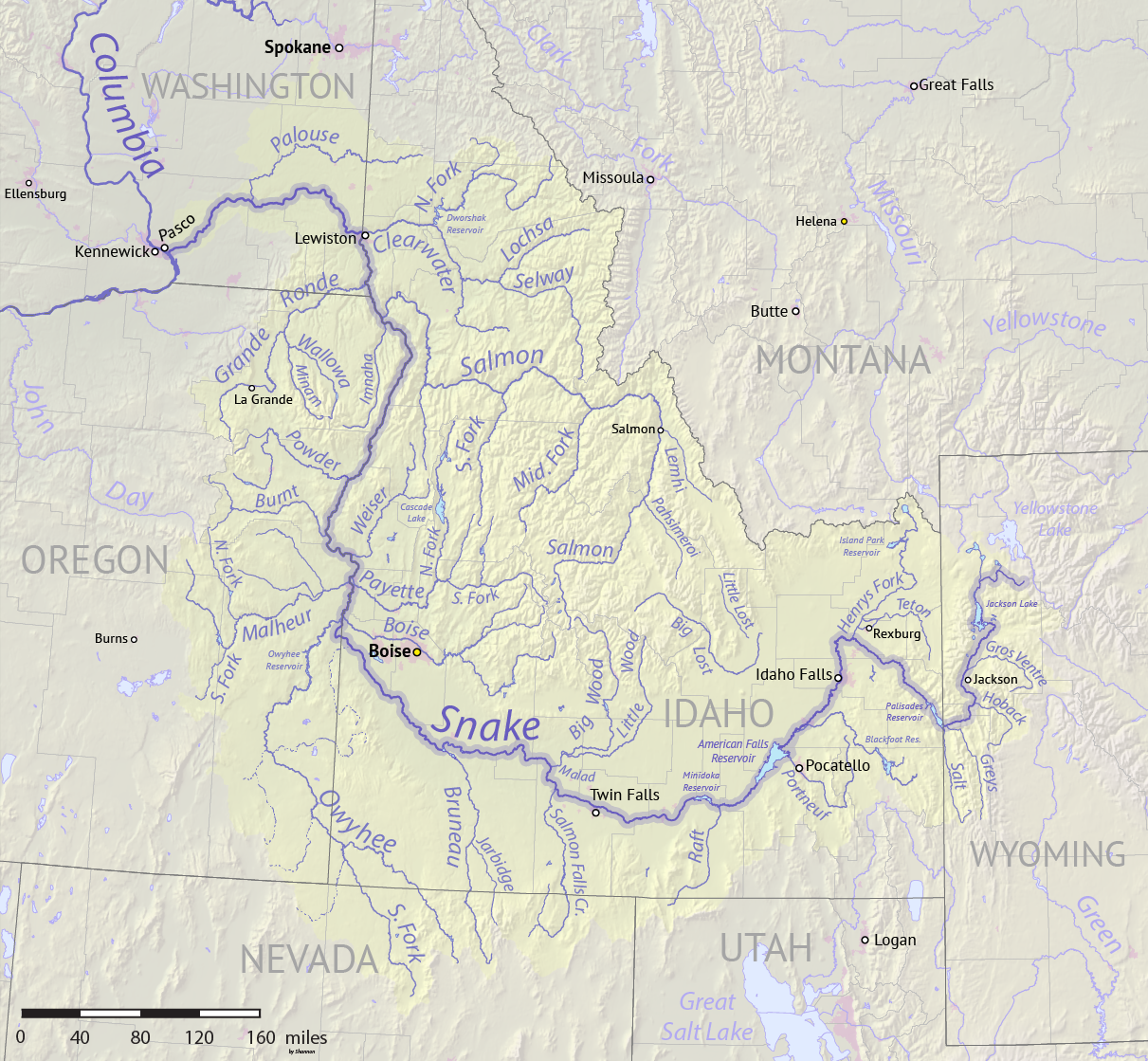
Mapa de la cuenca río Snake donde se ve Nampa, a medio camino entre el río —a la izquierda— y la capital estatal, Boise, a la derecha

Según la Oficina del Censo de los Estados Unidos, Nampa tiene una superficie total de 81.18 km², de la cual 80.79 km² corresponden a tierra firme y (0.48%) 0.39 km² es agua.

## Demografía
Según el censo de 2010, había 81557 personas residiendo en Nampa. La densidad de población era de 1.004,67 hab./km². De los 81557 habitantes, Nampa estaba compuesto por el 82,9% blancos, el 0,73% eran afroamericanos, el 1,17% eran amerindios, el 0,89% eran asiáticos, el 0,36% eran isleños del Pacífico, el 10,7% eran de otras razas y el 3,2% pertenecían a dos o más razas. Del total de la población el 22,9% eran hispanos o latinos de cualquier raza.